# Laura Põldvere
Laura Põldvere, también conocida como Laura es una cantante estonia nacida el 30 de agosto de 1988. Es conocida por haber representado a Estonia en el Festival de la canción de Eurovision en dos ocasiones; en 2005 con el grupo Suntribe y en 2017 junto al artista Koit Toome. Es célebre por haber participado en numerosas ocasiones en los concursos organizados por las televisiones de Estonia y Finlandia para elegir a sus representantes en el festival de música europeo.

## Carrera musical
Laura empezó su carrera musical en el Eurolaul 2005, donde compitió con dos canciones. En solitario cantó Moonwalk, con la que consiguió la segunda posición. Por otro lado, su participación con el grupo femenino Suntribe le dio la victoria y con ello consiguió representar a su país en Eurovisión. La canción "Let's get loud", no consiguió pasar a la final del festival. En 2007 volvió al Eurolaul con la canción Sunflowers con la que consiguió un tercer puesto. En septiembre de ese mismo año, Laura sacó a mercado su primer disco, Muusa. Al mismo tiempo, Laura empezó sus estudios en el Berklee College, en Boston, Estados Unidos. En 2009, se presentó por tercera vez al Eurolaul, con la canción Destiny, con la que consiguió otra vez el tercer puesto.
En 2017 se presenta a la preselección estona junto con el cantante Koit Toome y el tema "Verona", convirtiéndose en los representantes de Estonia en el Festival de Eurovisión de 2017 gracias al voto del público.

## Discografía

### Singles
- Moonwalk (2005)
- Sunflowers (2007)
- Muusa (2007)
- 581 C (2008)
- Destiny (2009)
- Supersonic (2015)

### Álbumes
- Muusa (2007)
- Ultra (2009)